# 꽃 타오르다
《꽃 타오르다》(일본어: 花燃ゆ 하나모유[*])는 2015년 1월 4일부터 12월 13일까지 방송된 NHK의 54번째 대하드라마이다.

## 작품내용
2013년 12월 3일에 제작 발표가 이루어졌다.
이야기의 주인공은 요시다 쇼인의 막내 여동생이자, 후의 쿠사카 겐즈이의 아내가 된 스기 후미(후의 카토리 미와코)이다. 주연 배우는 대하드라마 첫 출연한 이노우에 마오.
오라버니인 쇼인과 쿠사카 겐즈이, 타카스기 신사쿠, 이토 슌스케, 카츠라 코고로, 시나가와 야지로 등 쇼카손주쿠의 제자들의 인간상을 오가면서 막말부터 메이지 유신을 향한 격동의 시대를 그려 나갈 것이다.
각본담당자는 후지 TV 드라마 『1리터의 눈물』 등의 대표작을 가진 오오시마 사토미와 NHK연속 TV 소설 『피아노』 등의 각본을 담당한 미야무라 유코이다.
내레이션에 성우인 이케다 슈이치를 기용하고 있다. 출연자를 겸임하지 않는 남성이 내레이션을 담당하는 것은 2006년 『공명의 갈림길』 이후로 처음이다.
2014년 8월 5일 야마구치현 하기시에서 첫 촬영 개시.

## 등장인물

### 주인공과 그 가족들

#### 스기 가문과 그 가족들
카토리 미와 - 이노우에 마오 (소녀기：야마다 모모카)
(스기 후미 → 쿠사카 후미 → 쿠사카 미와 → 카토리 미와)
본 작품의 주인공. 조슈 번의 가신(번사)・스기 가문의 넷째 딸이자 쿠사카 겐즈이의 부인.
요시다 토라지로 - 이세야 유스케 (소년기：이타가키 리히토)
후미의 둘째 오빠. 조슈 번 야마가류(山鹿流) 병학사범(兵学指南).
스기 유리노스케 - 나가츠카 쿄조
후미의 아버지. 조슈 번의 가신.
타마키 분노신 - 오쿠다 에이지
후미의 숙부. 조슈 번의 가신.
스기 타키 - 단 후미
후미의 어머니.
스기 민지 - 하라다 타이조 (소년기：이시즈 유키)
(스기 우메타로 → 스기 민지)
후미의 큰오빠.
카토리 히사 - 유카 (소녀기：카논)
(스기 히사 → 오다무라 히사 → 카토리 히사)
후미의 작은 언니.
스기 카메 - 쿠보타 마키
스기 민지의 부인.
스기 토시사부로 - 모리나가 유키 / 소년기：오오하시 리츠)
후미의 동생.
청각 장애가 있어서 대화는 할 수 없다.
타마키 히코스케 - 토미타 케이스케
쇼카손주쿠의 숙생. 타마키 분노신의 장남.
스기 토요 - 신타 마키(소녀기：우메자키 오토하)
스기 민지의 장녀.
요시다 코타로 - 나카노 하루토
(스기 코타로 → 요시다 코타로)
스기 민지의 장남.

#### 카토리·오다무라 가문
카토리 모토히코 - 오오사와 타카오 (소년기：사에키 유엔시)
(오다무라 이노스케 → 가토리 모토히코)
조슈 번의 가신.
오다무라 시노 - 카타세 리노
이노스케의 의붓어머니.
마츠시마 고조 - 츠다 칸지
이노스케의 친형.
토메 - 야마사키 치에코
오다무라 가문의 식모(혹은 하녀).
마츠시마 즈이반 - 사토 잇페이
이노스케의 친아버지. 조슈 번의(藩醫, 번의 의사).
오다무라 토쿠타로 - 타카하시 리오(갓난아기：토가와 료, 어린시절：이와타 하루카, 소년기：이사카와 타츠키)
카토리 모토히코의 장남. 오다무라 가문을 상속하였다.
카토리 쿠메지로 - 이치카와 리쿠(어린시절：오오타 류세이, 소년기：오오니시 토마)
(오다무라 쿠메지로 → 쿠사카 쿠메지로 → 오다무라 쿠메지로 → 카토리 쿠메지로)
카토리 모토히코의 차남.
오다무라 타카코 - 오키타 아이
오다무라 토쿠타로의 부인.

#### 쿠사카 가문
쿠사카 겐즈이 - 히가시데 마사히로
쇼카손주쿠의 숙생. 조슈 번의의 차남.
쿠사카 겐키 - 무라카미 신고
겐즈이의 형. 조슈 번의.
히데지로 - 오오야기 카이토(어린시절：이가라시 히나타)
겐즈이의 서자.

### 쇼카손주쿠(松下村塾) 관계자

#### 타카스기 가문
타카스기 신사쿠 - 코라 켄고 (소년기：야마사키 류타로)
조슈 번의 가신. 타카스기 가문의 적장자.
타카스기 코추타 - 키타미 토시유키
조슈 번 소바요닌. 신사쿠의 아버지.
타카스기 마사 - 쿠로시마 유이나
타카스기 신사쿠의 부인.
타카스기 타케 - 마츠시마 준나
타카스기 신사쿠의 첫째 여동생.
타카스기 하에 - 와타나베 유나
타카스기 신사쿠의 둘째 여동생.
타카스기 미츠 - 나이토 호노카
타카스기 신사쿠의 셋째 여동생.
우노 - 오오니시 아야카

우메노신 - 사이토 루카나
타카스기 신사쿠의 장남.

#### 쇼카손주쿠의 숙생(塾生)들과 그 관계자
요시다 토시마로 - 세토 코지
쇼카손주쿠의 숙생. 조슈 번 소속 아시가루의 아들.
요시다 후사 - 코지마 후지코
요시다 토시마로의 여동생.
요시다 이쿠 - 요시모토 미요코
요시다 토시마로의 어머니.
이리에 쿠이치 - 카나메 준
쇼카손주쿠의 숙생. 조슈 번 소속 아시가루의 아들.
노무라 야스시 - 오오노 타쿠로
쇼카손주쿠의 숙생. 이리에 쿠이치의 동생.
이리에 스미 - 미야자키 카렌
이리에 쿠이치・노무라 야스시의 여동생.
이토 리스케 - 게키단 히토리
쇼카손주쿠의 숙생.
마에바라 잇세이 - 사토 류타
쇼카손주쿠의 숙생.
시나가와 야지로 - 오토오 타쿠마
쇼카손주쿠의 숙생.
테라시마 추자부로 - 스즈키 노부유키
쇼카손주쿠의 숙생.
아카네 타케토 - 아베 료헤이
쇼카손주쿠의 숙생.
마츠우라 카메타로 - 우치노 켄타
쇼카손주쿠의 숙생.
후네 - 미타니 에츠요
마츠우라 카메타로의 어머니.

### 조슈 번

#### 번주 모리 가문
모리 타카치카 - 키타오오지 킨야
조슈번 제13대 번주.
모리 토미코 - 마츠자카 케이코
타카치카의 정실.
모리 모토노리 - 미우라 타카히로
조슈 번 세자. 타카치카의 적장자.
긴히메 - 다나카 레나

#### 조슈 번의 가신(長州藩士)
무쿠나시 토타 - 나이토 타카시
조슈 번의 서사(右筆).
카츠라 코고로 - 히가시야마 노리유키
조슈 번의 가신.
스후 마사노스케 - 이시마루 칸지
조슈 번의 중신.
무쿠나시 미츠루 - 와카무라 마유미
무쿠나시 토우타의 부인.
니이야마 - 츠루타 시노부
조슈 번의 가신.
야마가타 타이카 - 후지타 소큐
조슈 번교(藩校, 제후의 자제들을 교육하는 학교)・메이린칸(明倫館) 학장(学頭).
나이토 카즈마 - 타나카 히토시
조슈 번의 가신.
쿠루하라 료조 - 마츠모토 미노루
조슈 번의 가신.
사세 모토사다 - 니시오카 히데키
조슈 번의 가신.
키지마 마타베 - 야마시타 신지

나가이 우타 - 하바 유이치
조슈 번의 가신.

#### 카네코 가문
카네코 츠루 - 아소 유미
카네코 쥬스케의 어머니.
카네코 시게노스케 - 이즈미사와 유키
토라지로의 도제(徒弟, 제자).
카네코 젠베에 - 후지와라 카오루
시게노스케의 동생.

#### 야산옥(野山獄) 사람들과 그 관계자
타카스 히사코 - 이가와 하루카
야산옥의 여죄수.
후쿠가와 사이노스케 - 타나카 요지
야산옥의 옥사(獄司).
토미나가 유린 - 혼다 히로타로
야산옥의 죄수.
타카스 이토 - 카와시마 우미카
타카스 히사코의 딸
오오부카 토라노스케 - 시나가와 토오루
야산옥의 죄수.
요시무라 젠사쿠 - 히노 요진
야산옥의 죄수.
시지 마타사부로 - 츠치히라 돈페이
야산옥의 죄수.
카와노 카즈마 - 무라마츠 토시후미
야산옥의 죄수.
이노우에 키자에몬 - 코하마 마사히로
야산옥의 죄수.
히로나카 카츠노신 - 와타베 료스케
야산옥의 죄수.

### 에도 막부
킨타로 - 오오코치 히로시
시모다・헤이카츠 감옥의 옥지기.
쿠로카와 카베에 - 오카야마 하지메
우라가 봉행 지배 조장.

### 히코네 번
이이 나오스케 - 타카하시 히데키
히코네번주.
나가노 슈젠 - 소부에 스스무
히코네 번의 가신.

### 히고 번(구마모토 번)
미야베 테이조 - 비비루 오오키
구마모토 번의 가신.

### 사츠마 번
사이고 키치노스케 - 타쿠마 타카유키
사츠마 번의 가신.

### 오바마 번
우메다 운빈 - 키타로
오바마번 출신의 유학자.

### 그 외의 국내 사람들
헤이로쿠 - 슌푸테이 쇼타
코덴마 감옥 죄수.
사카모토 료마 - 이하라 츠요시
토사 번 향사.

### 미합중국
스팔딩 - 크리스 다발
페리 함대 기록 담당.
윌리엄스 - 마크 쉬너리
페리 함대 수석 통역관.
타운젠드 해리스 - 리 롱쇼
주일총영사.
휴스켄 - 요히암 욘케레
해리스의 통역관.

### 영국
토머스 글러버 - 존 오오쿠마
나가사키의 영국 상인.
어니스트 사토우
영국 통사.

## 스태프
- 작: 오오시마 사토미 / 미야무라 유코 / 카네코 아리사 / 코마츠 에리코
- 음악: 카와이 켄지
- 주제 음악 연주: NHK 교향악단
- 주제 음악 지휘: 시모노 타츠야
- 연주: 콘셀·레니에
- 제자(題字): 쿠니 시게토모미
- 타이틀 영상: 이노코 토시유키 / 테라오 미노루
- 내레이션: 이케다 슈이치
- 부 음성 해설: 무나카타 오사무
- 촬영 협력: 야마구치현 / 군마현 / 나가사키현 / 이바라키현 / 하기시 / 야마구치시 / 나가사키시 / 이시오카시 / 사쿠라가와시 / 히타치오미야시 / 미토시 / 고쇼가와라시 / 나카도마리정 / 후카우라정 / 쓰쿠바미라이시 / 가스미가우라시 / 반도시 / 후카우라정
- 취재 협력: 호후시
- 시대 고증: 오오이시 마나부/우나바라 토오루/미야케 소선
- 건축 고증: 히라이 쇼
- 의상 고증: 코이즈미키 요코
- 난투 장면 무술 지도: 하야시 쿠니시로
- 할 지도: 니시카와 기내조
- 연예 지도: 토모요시 카쿠신
- 포술 지도: 사야마 지로
- 서예 지도: 모치즈키 효운
- 재활용(裂織) 지도: 미노와 나오코
- 짚 세공 지도: 가조 짚 세공 보존회
- 조산 지도: 미야케 하츠에
- 다도 지도: 스즈키 소타쿠
- 쇼기 지도: 나가오카 유야
- 스모 지도: 무로후시 와타루
- 샤미센 지도: 키네야 고로키치
- 조슈 방언 지도: 이치오카 유토
- 사츠마 방언 지도: 니시다 세이시로
- 자료 제공: 하기 박물관 / 시모노세키 시립장부 박물관 / 나가사키 하우스텐보스 / 코야마 요시마사 / 카미야 다이스케 / 우치다 리사
- 제작 총괄: 츠치야 카츠히로 / 코마츠 마사요
- 프로듀서: 호리노우치 레이지로
- 연출: 와타나베 요시오 / 스에나가 소 / 아다치 모지리 / 하시즈미 신이치로

### 꽃 타오르다 기행
- 내레이션: 나카가와 미도리
- 기타 연주: 카와이 켄지
- 피아노 연주: 미노 하루키
- 하프 연주: 아사카와 토모유키
- 케나 연주: 타카쿠와 히데요
- 스트링스: 우치다 아키라 그룹

## 방송

### 통상 방송 시간
- NHK 종합 텔레비전: 일요일 20시 ~ 20시 45분
- NHK BS 프리미엄: 일요일 18시 ~ 18시 45분
- (재방송) NHK종합 텔레비전: 토요일 13시 05분 ~ 13시 50분

### 방송 일정
- 첫회는 60분 확대판

※ 아래의 파란색 숫자는 '최저 시청률'이고, 빨간색 숫자는 '최고 시청률'입니다.
| 방송회                             | 방송일     | 부제                                       | 각본            | 연출              | 기행 | 시청률 | 시청률 |
| 방송회                             | 방송일     | 부제                                       | 각본            | 연출              | 기행 | 간토   | 간사이 |
| ---------------------------------- | ---------- | ------------------------------------------ | --------------- | ----------------- | --- | ------ | ------ |
| 제01회                             | 01월 04일  | 사람을 엮는 여동생 (人むすぶ妹)            | 오오시마 사토미 | 와타나베 요시오   | 후미의 생가 유적(요시다 쇼인 탄생지) (야마구치현 하기시)                                                                                    | 16.7%  | 16.9%  |
| 제02회                             | 01월 11일  | 파란의 연애편지 (波亂の戀文)               | 오오시마 사토미 | 와타나베 요시오   | 쇼인실 (아오모리현 히로사키시) | 13.4%  | 14.8%  |
| 제03회                             | 01월 18일  | 재수없는 남자 (ついてない男)               | 오오시마 사토미 | 와타나베 요시오   | 페리 공원 (가나가와현 요코스카시) 해방진야 유적 (가나가와 현 미우라시)                                                                      | 15.8%  | 15.7%  |
| 제04회                             | 01월 25일  | 사는 것과 부족한 것 (生きてつかあさい)     | 미야무라 유코   | 와타나베 요시오   | 요시다 쇼인 우거처(寓居処) (시즈오카현 시모다시)                                                                                            | 14.4%  | 16.9%  |
| 제05회                             | 02월 01일  | 뜻의 끝 (志の果て)                         | 미야무라 유코   | 스에나가 소       | 이와쿠라 감옥 유적 (야마구치 현 하기 시) | 12.8%  | 15.1%  |
| 제06회                             | 02월 08일  | 여죄수의 비밀 (女囚の秘密)                 | 미야무라 유코   | 스에나가 소       | 옛 하기 번교 메이린칸 (야마구치 현 하기 시)                                                                                                 | 13.3%  | 15.0%  |
| 제07회                             | 02월 15일  | 풀어놓은 호랑이 (放たれる寅)               | 미야무라 유코   | 와타나베 요시오   | 하기성 유적 (야마구치 현 하기 시) | 11.6%  | 13.4%  |
| 제08회                             | 02월 22일  | 열혈선생, 탄생! (熱血先生, 誕生!)          | 오오시마 사토미 | 스에나가 소       | 쇼인신사 (야마구치 현 하기 시) | 13.0%  | 13.1%  |
| 제09회                             | 03월 01일  | 타카스기 신사쿠, 등장 (高杉晋作, 参上)     | 오오시마 사토미 | 와타나베 요시오   | 타카스기 신사쿠 탄생지 (야마구치 현 하기 시)                                                                                                | 12.9%  | 15.3%  |
| 제10회                             | 03월 08일  | 격동! 쇼카손주쿠 (躍動! 松下村塾)          | 미야무라 유코   | 와타나베 요시오   | 이토 히로부미 생가 (야마구치 현 히카리시) 요시다 토시마로 탄생지 (야마구치 현 하기 시)                                                      | 12.7%  | 14.1%  |
| 제11회                             | 03월 15일  | 갑작스런 사랑 (突然の恋)                   | 미야무라 유코   | 스에나가 소       | 하기 반사로 (야마구치 현 하기 시) | 14.0%  | 14.7％ |
| 제12회                             | 03월 22일  | 돌아갈 수 없는 두사람 (戻れないふたり)     | 오오시마 사토미 | 와타나베 요시오   | 쿠사카 겐즈이 탄생지 (야마구치 현 하기 시)                                                                                                  | 13.2%  | 13.4%  |
| 제13회                             | 03월 29일  | 콜레라 폭탄 (コレラと爆弾)                 | 미야무라 유코   | 아다치 모지리     | 우메다 운빈 선생탄생지 비석 (후쿠이현 오바마시) 우메다 운빈 저택 터 (교토부 교토시)                                                         | 11.7%  | 11.4%  |
| 제14회                             | 04월 05일  | 그렇다면 청춘 (さらば青春)                 | 오오시마 사토미 | 스에나가 소       | 우모레기노야(일본어) (시가현 히코네시) | 11.2%  | 12.8%  |
| 제15회                             | 04월 12일  | 주쿠를 지켜라! (塾をまもれ!)               | 오오시마 사토미 | 아다치 모지리     | 이리에 쿠이치・노무라 야스시 탄생지 비석 (야마구치 현 하기 시) 쇼인신사 (도쿄도 세타가야구)                                                 | 9.8%   | 11.2%  |
| 제16회                             | 04월 19일  | 최후의 식탁 (最後の食卓)                   | 미야무라 유코   | 와타나베 요시오   | 나미다마쓰 유적 (야마구치 현 하기 시) 요시다 쇼인 가비(歌碑) (가나가와 현 하코네정)                                                         | 10.7%  | 12.1%  |
| 제17회                             | 04월 26일  | 쇼인, 최후의 말 (松陰, 最期の言葉)         | 미야무라 유코   | 와타나베 요시오   | 쇼인신사 (도쿄 도 세타가야 구) | 12.6%  | 12.2%  |
| 제18회                             | 05월 03일  | 료마! 등장 (龍馬! 登場)                    | 카네코 아리사   | 스에나가 소       | 교텐루 (야마구치 현 호후시) | 10.2%  | 11.5%  |
| 제19회                             | 05월 10일  | 여자들이여, 손을 잡으라 (女たち, 手を組む) | 오오시마 사토미 | 아다치 모지리     | 마츠우라 쇼도 탄생지 (야마구치 현 하기 시)                                                                                                  | 11.1%  | 12.5%  |
| 제20회                             | 05월 17일  | 쇼인, 부활 (松陰, 復活)                    | 미야무라 유코   | 와타나베 요시오   | 도조 사가미 유적 (도쿄 도 시나가와구) | 9.4%   | 12.6%  |
| 제21회                             | 05월 24일  | 결행의 날 (決行の日)                       | 카네코 아리사   | 스에나가 소       | 단노우라 포대 유적 (야마구치 현 시모노세키시)                                                                                               | 10.8%  | 12.1%  |
| 제22회                             | 05월 30일  | 아내와 키헤이타이 (妻と奇兵隊)             | 오오시마 사토미 | 아다치 모지리     | 기쿠가하마 토루/시라이시 쇼이치로 옛집터 (야마구치 현 하기 시)                                                                              | 11.0%  | 12.2%  |
| 제23회                             | 06월 07일  | 남편의 고백 (夫の告白)                     | 오오시마 사토미 | 아다치 모지리     | 사카이마치고몬 (교토 부 교토 시) 오오타 가문의 자택(히로시마현 후쿠야마시)                                                                  | 10.4%  | 11.6%  |
| 제24회                             | 06월 14일  | 어머니가 되기 위해서 (母になるために)      | 오오시마 사토미 | 하시즈미 신이치로 | 호후텐만구 (야마구치 현 호후 시) | 10.7%  | 12.8%  |
| 제25회                             | 06월 21일  | 바람이 된 친구 (風になる友)                | 오오시마 사토미 | 와타나베 요시오   | 이케다야 소동의 터 비석 (교토 부 교토 시)                                                                                                   | 11.0%  | 12.0%  |
| 제26회                             | 06월 28일  | 남편의 약속 (夫の約束)                     | 오오시마 사토미 | 스에나가 소       | 이와시미즈하치만구 (교토 부 야와타시) | 9.9%   | 11.4%  |
| 제27회                             | 07월 05일  | 아내의 싸움 (妻のたたかい)                 | 오오시마 사토미 | 스에나가 소       | 타카츠카사 저택 유적 (교토 부 교토 시) | 10.3%  | 12.6%  |
| 제28회                             | 07월 12일  | 울지 않는 여자 (泣かない女)                | 미야무라 유코   | 와타나베 요시오   | 옛 야마구치 번청 문 (야마구치 현 야마구치시)                                                                                                | 12.4%  | 12.4%  |
| 제29회                             | 07월 19일  | 여자들의 정원 (女たちの園)                 | 미야무라 유코   | 아다치 모지리     | 스후 마사노스케의 비석 (야마구치 현 야마구치 시)                                                                                            | 12.0%  | 13.5%  |
| 제30회                             | 07월 26일  | 후사 소동! (お世継ぎ騒動!)                 | 미야무라 유코   | 하시즈미 신이치로 | 야마구치다이진구 (야마구치 현 야마구치 시)                                                                                                  | 11.5%  | 12.6%  |
| 제31회                             | 08월 02일  | 목숨을 건 전언 (命がけの伝言)              | 카네코 아리사   | 와타나베 요시오   | 히라오 산장 (후쿠오카현 후쿠오카시) 아카네 다케토 저택 유적 (야마구치 현 야나이시)                                                          | 10.5%  | 11.7%  |
| 제32회                             | 08월 09일  | 대역전! (大逆転!)                          | 미야무라 유코   | 스에나가 소       | 고잔지 (야마구치 현 시모노세키 시) 긴레이샤 (야마구치 현 미네시)                                                                            | 12.2%  | 13.1%  |
| 제33회                             | 08월 16일  | 꽃처럼 되어 있기에 (花となるために)        | 미야무라 유코   | 아다치 모지리     | 도코지 (야마구치 현 하기 시) | 12.6%  | 12.8%  |
| 제34회                             | 08월 23일  | 삿초동맹! (薩長同盟!)                      | 카네코 아리사   | 하시즈미 신이치로 | 엔주오인 (후쿠오카 현 다자이후시) 코마츠 키요카도 우거(寓居) 유적(추정)(교토 부 교토 시)                                                    | 9.6%   | 12.1%  |
| 제35회                             | 08월 30일  | 고독의 전쟁 (孤高の戦い)                   | 카네코 아리사   | 스에나가 소       | 옛 고쿠타이지 아타고이케 (히로시마 현 히로시마시) 막부군의 포탄 유적(조사이지) (야마구치 현 스오오시마정) 고쿠라성 (후쿠오카 현 기타큐슈시) | 12.2%  | 13.7%  |
| 제36회                             | 09월 06일  | 타카스기 신사쿠의 유언 (高杉晋作の遺言)    | 코마츠 에리코   | 와타나베 요시오   | 타카스기 신사쿠의 무덤 (야마구치 현 시모노세키 시)                                                                                          | 9.3%   | 11.9%  |
| 제37회                             | 09월 13일  | 남편을 잊은 백성 (夫の忘れがたみ)          | 코마츠 에리코   | 아다치 모지리     | 키도 타카요시 칙찬비(勅撰碑) (교토 부 교토 시)                                                                                              | 11.8%  | 12.8%  |
| 제38회                             | 09월 20일  | 하지 못한 말 (届かぬ言葉)                  | 코마츠 에리코   | 아다치 모지리     | 脱退諸士招魂碑 (야마구치 현 야마구치 시) | 10.7%  | 9.3%   |
| 제39회                             | 09월 27일  | 새로운 일본인 (新しい日本人)               | 코마츠 에리코   | 스에나가 소       | 카토리 모토히코 구택 유적 (야마구치 현 나가토시)                                                                                            | 12.9%  | 13.2%  |
| 제40회                             | 10월 04일  | 두명의 어머니 (二人の母)                   | 코마츠 에리코   | 하시즈미 신이치로 | 구 신바시 정거장 (도쿄 도 미나토구) | 13.8%  | 13.9%  |
| 제41회                             | 10월 11일  | 자, 군마로 (いざ、群馬へ)                  | 코마츠 에리코   | 와타나베 요시오   | 전 군마 현령 가토리 군 공덕지비 (군마현 마에바시시)                                                                                         | 12.0%  | 13.9%  |
| 제42회                             | 10월 18일  | 세계에 거는 실 (世界に賭ける糸)            | 코마츠 에리코   | 와타나베 요시오   | 도미오카 제사장 (군마 현 도미오카시) 미즈누마 제사소 유적 (군마 현 기류시)                                                                  | 13.0%  | 13.3%  |
| 제43회                             | 10월 25일  | 하기의 혼란에 맹세를 (萩の乱に誓う)        | 코마츠 에리코   | 아다치 모지리     | 마에바라 잇세이 구택 (야마구치 현 하기 시)                                                                                                  | 12.6%  | 12.4%  |
| 제44회                             | 11월 01일  | 운명의 실을 연결하며 (運命の糸つなげて)    | 코마츠 에리코   | 스에나가 소       | 옛 군마 위생소(기류 메이지 관) (군마 현 기류 시)                                                                                            | 11.2%  | 12.8%  |
| 제45회                             | 11월 08일  | 두 사람의 밤 (二人の夜)                    | 코마츠 에리코   | 후카가와 타카시   | 船津伝次平翁贈位記念碑 (군마 현 마에바시 시)                                                                                                | 11.7%  | 12.8%  |
| 제46회                             | 11월 15일  | 미래의 인연 (未来への絆)                   | 코마츠 에리코   | 와타나베 요시오   | 닛타 신사 (군마 현 오타시) 다호비 (군마 현 다카사키시) 마에바시 도쇼 궁 (군마 현 마에바시 시)                                               | 11.9%  | 11.4%  |
| 제47회                             | 11월 22일  | 자매의 약속 (姉妹の約束)                   | 코마츠 에리코   | 와타나베 요시오   | 린코 각 (군마 현 마에바시 시) | 11.1%  | 13.6%  |
| 제48회                             | 11월 29일  | 도미오카 제사장의 위기 (富岡製糸場の危機)  | 코마츠 에리코   | 아다치 모지리     | 도미오카 제사장 (군마 현 도미오카 시) | 13.2%  | 13.0%  |
| 제49회                             | 12월 06일  | 두 사람의 재혼 (二人の再婚)                | 코마츠 에리코   | 스에나가 소       | 로쿠메이칸 터 (도쿄 도 지요다구) 옛 모리가문 저택 (야마구치 현 호후 시)                                                                     | 13.4%  | 12.2%  |
| 최종회                             | 12월 13일  | 자, 로쿠메이칸으로 (いざ、鹿鳴館へ)        | 코마츠 에리코   | 와타나베 요시오   | 야마구치 현 호후 시 | 12.4%  | 12.8%  |
| 평균시청률                         | 평균시청률 | 평균시청률                                 | 평균시청률      | 평균시청률        | 평균시청률 | 12.0%  | 13.0%  |
| (시청률조사: 간토 지방 비디오서치) |            |                                            |                 |                   | |        |        |

## 같이 보기
- 막말
- 메이지 유신